# District de Zhongli
Le district de Zhongli (chinois traditionnel : 中壢區 ; chinois simplifié : 中坜区 ; pinyin : zhōnglì qū ; zhuyin : ㄓㄨㄥ ㄌ〡ˋ ㄑㄩ), autrefois municipalité, parfois orthographié Chungli ou Jungli, est un district de la municipalité spéciale de Taoyuan, au nord de Taïwan.
Chungli est la deuxième plus grand district de Taoyuan et le quatrième de Taïwan par la population.

## Jumelages
- Gumi (Corée du Sud)
- Enfield (Connecticut, États-Unis)

## Honneur
L'astéroïde (210035) Jungli est nommé en son honneur.